# Лис Нур
Елиза Фирмансјах Нур (12. јул 1943 — 14. март 1961), позната под уметничким именом Лис Нур, била је индонежанска глумица и манекенка. Прославила се улогом у филму Pulang, из 1952. године, у режији Басукија Ефендија, а већ средином 1950-их важила је за једну од најпопуларнијих филмских звезда у земљи. До 1955. године могла је да захтева хонораре у износу од 10.000 рупија (приближно 135 америчких долара) по филму, што је у то време представљало велику суму.
Након што је родила своје једино дете, повукла се из јавности и направила кратку паузу у каријери. На велико платно вратила се 1960. године, у истакнутом националистичком филму Pedjuang. Преминула је 14. марта 1961. године од енцефалитиса и сахрањена је на гробљу Карет Бивак у Џакарти. Сматра се једном од значајних представница класичне ере индонежанске кинематографије.

## Живот и каријера
Лис Нур је рођена 12. јула 1943. године у Батавији, тадашњој Холандској Источној Индији (данас Џакарта, Индонезија), као ћерка Радена Маса Мухамада Нура Пуспавиђаје. У интервјуу за часопис Varia, навела је да потиче из традиционалне породице која није одобравала њену жељу да се бави глумом.
Још као средњошколка у Џакарти, 1952. године, Лис Нур је добила позив од редитеља Басукија Ефендија да глуми у његовом филму Pulang. Верујући да ће након те улоге напустити глуму и посветити се друштвено корисном раду, по узору на своју узорницу, Марију Улфах Сантосо, прихватила је понуду. Филм је доживео похвале критике, а лист De Nieuwsgier посебно је истакао Нур као живописну и фотогеничну појаву на екрану.
Њена популарност брзо је расла, а убрзо су стизале понуде од других редитеља и продуцената. Године 1953. наступила је у филму Rentjong dan Surat, а затим и у Kopral Djono из 1954. године. У чланку објављеном у августу 1954. у магазину Film Varia, критичар Хазнам Рахман описао ју је као нову наду индонежанске кинематографије, истичући да је, упркос скромној филмографији, већ освојила срца гледалаца. Изразио је наду у њену блиставу будућност и препоручио јој да пређе из Удружења филмских уметника (Gabungan Artis Film, GAF) у већи студио као што су Персари или Перфини. У септембру 1954. године, магазин Film Varia номиновао ју је за титулу „Краљице сребрног платна“, која је ипак припала глумици Титијен Сумарни.
Најплоднији период у каријери Лис Нур био је 1955. године, када се појавила у пет различитих филмова: Gagal, Peristiwa Didanau Toba, Sampai Berdjumpa Kembali, Ibu dan Putri и Oh, Ibuku. У том периоду могла је да захтева хонорар од 10.000 рупија за филмове снимане у Џакарти, односно 12.500 рупија за оне снимане ван града. Када ју је студио Honey Motion Pictures ангажовао за главну улогу у филму Awan dan Tjemara (1955), одбила је понуду јер је хонорар износио само 7.500 рупија. Улога је потом припала Триани.
Године 1956. Нур је отпутовала у Хонгконг као део индонежанске делегације на 3. Азијско-пацифичком филмском фестивалу. Исте године глумила је у три филма: Melati Sendja, Peristiwa 10 Nopember и Rajuan Alam. У последњем филму тумачила је лик супруге (уз Бамбанга Херманта) која, заједно са својим мужем, води борбу против маларије. За потребе промоције тог филма, 1957. године отпутовала је у Токио, где је филм приказан на 4. Азијско-пацифичком филмском фестивалу под насловом A House, a Wife, a Singing Bird.
По рођењу детета, повукла се са филмске сцене и направила паузу у каријери. Повратак у биоскоп остварила је 1960. године у филму Pedjuang, у режији Усмара Исмаила, који прати један вод индонежанских војника током Индонежанске националне револуције. Њен последњи завршени филм био је Pesan Ibu из 1961. године, у коме је тумачила лик младе жене која, након очеве смрти, мора да помогне мајци у издржавању породице. Исте године добила је улогу у филму Sandang Pangan, али је преминула пре него што је снимање завршено.
Лис Нур се 1955. године удала за Фирмансјаха (познатог и као Дик Нинкеула), запосленог у државној филмској продукцији Produksi Film Negara, ког је упознала током снимања филма Pulang, убрзо након што је завршила средњу школу. Након рођења њиховог јединог сина, Рија Марсела Нинкеуле, Нур се повукла из глуме и направила паузу у каријери. У интервјуу за магазин Varia из 1959. године изјавила је да жели да се посвети одгајању сина све док не буде довољно одрастао да би се могла вратити филму.
Дана 12. марта 1961. године, Лис Нур је примљена у болницу Чикини у Џакарти, где је лечена од енцефалитиса. Преминула је два дана касније, 14. марта, у 17. години живота. Сахрана је обављена 15. марта на гробљу Карет Бивак. На сахрани су говоре опроштаја одржале бројне филмске личности, међу којима су били Џамалудин Малик, Турино Џунаеди и Басуки Ефенди. Међу ожалошћенима су се нашли Читра Деви, Софија Валди, Бинг Сламет, Далија, Астаман и Лели Суластри.

## Филмографија
Током деветогодишње каријере, Лис Нур се појавила у четрнаест филмова.
- Pulang (1952)
- Rentjong dan Surat (1953)
- Kopral Djono (1954)
- Gagal (1955)
- Peristiwa Didanau Toba (1955)
- Sampai Berdjumpa Kembali (1955)
- Ibu dan Putri (1955)
- Oh, Ibuku (1955)
- Rajuan Alam (1956)
- Melati Sendja (1956)
- Peristiwa 10 Nopember (1956)
- Pedjuang (1960)
- Pesan Ibu (1961)
- Sandang Pangan (1961–незавршени)